# Jaroslav Kališ
Jaroslav Kališ (* 23. dubna 1956) je bývalý slovenský fotbalista, záložník. Po skončení aktivní kariéry působí jako trenér mládeže v MŠK Žilina.

## Fotbalová kariéra
V československé lize hrál za ZVL Žilina a Duklu Banská Bystrica. Do Žiliny přišel z Žiaru nad Hronom.

## Ligová bilance
| Ročník                                   | Zápasy | Góly | Minuty | Klub                  |
| ---------------------------------------- | ------ | ---- | ------ | --------------------- |
| 1. československá fotbalová liga 1974/75 | -      | 0    | -      | ZVL Žilina            |
| 1. československá fotbalová liga 1975/76 | -      | 0    | -      | ZVL Žilina            |
| 1. československá fotbalová liga 1977/78 | 19     | 0    | 809    | Dukla Banská Bystrica |
| 1. československá fotbalová liga 1978/79 | 16     | 0    | 1318   | Dukla Banská Bystrica |
| 1. československá fotbalová liga 1979/80 | 28     | 3    | 2279   | Dukla Banská Bystrica |
| 1. československá fotbalová liga 1980/81 | 15     | 2    | 1155   | Dukla Banská Bystrica |
| 1. československá fotbalová liga 1981/82 | 16     | 0    | 766    | Dukla Banská Bystrica |
| CELKEM                                   | 109    | 5    | 6327   |                       |